# Nikolaj Larionov
Nikolaj Evgen'evič Larionov (in russo Николай Евгеньевич Ларионов?; Volchov, 19 gennaio 1957) è un ex calciatore sovietico, dal 1992 russo.

## Palmarès
- Campionato sovietico: 1

Zenit: 1984